# Stazione di Calolziocorte-Olginate
Stazione di Calolziocorte-Olginate vasútállomás Olaszországban, Lombardia régióban, Calolziocorte településen.

## Vasútvonalak
Az állomást az alábbi vasútvonalak érintik:
- Lecco–Brescia-vasútvonal
- Lecco–Milánó-vasútvonal

## Kapcsolódó állomások
A vasútállomáshoz az alábbi állomások vannak a legközelebb:
- Stazione di Cisano-Caprino Bergamasco (Stazione di Bergamo, Lecco–Brescia-vasútvonal, délkelet)
- Stazione di Airuno (stazione di Milano Porta Garibaldi superficie, Stazione di Milano Centrale, Lecco–Milánó-vasútvonal, dél, S8)
- Stazione di Vercurago-San Girolamo (Stazione di Lecco, Lecco–Brescia-vasútvonal, Lecco–Milánó-vasútvonal, észak)
- Stazione di Lecco Maggianico (Stazione di Lecco, S8)